# Макаров, Игорь Викторович (бизнесмен)
И́горь Ви́кторович Мака́ров (род. 5 апреля 1962, Ашхабад) — российский и кипрский предприниматель, президент Международной группы компаний «АРЕТИ». Почётный президент Федерации велосипедного спорта России. С 2011 года член Руководящего комитета Международного союза велосипедистов (UCI). В 2023 году вошёл в рейтинг журнала Forbes «110 российских миллиардеров», где занял 57 место с состоянием $2,2 млрд.

## Биография
Игорь Макаров родился 5 апреля 1962 года в Ашхабаде, вырос в Туркменской ССР.
В 1983 году окончил Туркменский государственный университет, после чего был призван в ряды Советской Армии.
В 1979—1986 годах профессионально занимался велоспортом, был членом Олимпийской сборной команды СССР, многократным победителем и призёром всесоюзных и международных соревнований по велоспорту, мастер спорта международного класса.
В 1986—1989 годах преподавал в Казанском государственном университете.
В 2019 году был назначен экспертом при советнике президента Туркменистана по нефтегазовым вопросам.

### В нефтегазовой отрасли
В конце 1980-х годов Макаров занялся бизнесом, пройдя путь от создателя небольшой компании до руководителя крупного международного энергетического холдинга.
В 1992 году основал и возглавил Международную группу компаний «Итера». Идею этого названия Игорь Викторович связывает с научным термином «Итерация» (от латинского iteratio — повторяю), который в широком смысле обозначает повторение какого-либо действия или явления и применяется для описания поэтапного процесса, в котором результаты выполнения группы операций в рамках каждого этапа используются следующим этапом. В реальности это предполагает слаженную, последовательную, многогранную работу, которая и сделала «Итеру» международным брендом.
20 апреля 1994 года компания подписала контракт с Туркменистаном, означавший вступление в газовый бизнес.
Первая частная газовая компания России и постсоветского пространства не только самостоятельно добывала газ и нефть, но и вела геологоразведку, обустройство новых месторождений. Только в одной Калмыкии в геологоразведку было вложено более 150 млн долларов. А поскольку стратегические резервы государство оставляло за собой, «частникам» доставались менее ёмкие и более труднодоступные запасы, что вынуждало искать и внедрять современные технологии в производстве.
«Итера» увеличивала ресурсную базу за счёт месторождений, не входящих в стратегический резерв Российской Федерации, то есть с извлекаемыми запасами не более 50 млрд кубометров. Раньше такие считались невыгодными, их освоение откладывалось.
С 1998 по 2007 год «Итера» ввела в эксплуатацию 9 газовых месторождений в Западной и Восточной Сибири.
После продажи газовых активов «Роснефти» Макаров провел ребрендинг компании «Итера», назвав её «Арети».

### Газификация Свердловской области
Когда «Итера» начала добывать первый газ и возник вопрос, куда его поставлять, президент «Газпрома» Рэм Вяхирев на селекторном совещании выяснил круг самых проблемных регионов и распорядился отдать частникам Свердловскую область. Как объяснял И. В. Макаров, эта область хуже всего платила за газ — было погашено 27 % выставленных счетов. Частной компании пришлось перенимать за долги множество предприятий, которые выстраивались в цепочки смежников, последовательно изготавливающих для следующих в цепочке комплектующие. Несколько звеньев могли быть убыточными, но создание цепочек позволило сохранить предприятия и в конце концов вывести их на прибыль. Самое главное, предприятия продолжали действовать, сохранились рабочие места. Таким образом бизнесы «Итера» стали очень многопрофильными, однако Макаров признавался: «Я горжусь, что мы газифицировали, подняли Свердловскую область и продолжаем поставлять туда газ».
Макаров выступал за приближение цены газа к мировой, поскольку низкие цены ресурсов не стимулируют производственников экономить их и переходить на новые технологии.
На конец 2012 года исторический объем добычи на месторождениях, разрабатываемых МГК «ИТЕРА», составлял свыше 265 млрд м³ природного газа, объем реализованного газа — около 600 млрд м³. В состав группы компаний входило 150 предприятий и компаний, представленных в 20 странах СНГ, Западной Европы, Азии, Африки и США.

### Признание
В рейтинге высших руководителей 2010 года газеты «Коммерсантъ» занял III место в номинации «Топливный комплекс».
В 2015 году Макаров создал новую корпорацию под названием «Арети».

## Общественная деятельность
Макаров был почетным консулом Республики Беларусь в Москве с 2005 по 2021 год..
Он работает в правительственной комиссии по вопросам ТЭКа и воспроизводства минерально-сырьевой базы.
С 2008 по 2016 г.года — заместитель председателя попечительского совета Федерации велосипедного спорта России.
Макаров поддержал возрождение хоккейного клуба «Динамо Рига» в 2008 году. МГК «ИТЕРА» стала основным спонсором клуба, бюджет которого составлял около 7 млн долларов в год.
16 июня 2010 года на внеочередном Конгрессе был избран президентом Федерации велосипедного спорта России, получив 29 голосов (64,4 %). Два других кандидата — Юрий Кучерявый и Вячеслав Екимов — получили 11 и 5 голосов соответственно. 14 декабря 2016 года стал Почетным президентом Федерации велосипедного спорта России.
Активно развивает велосипедный спорт в России. В частности, реализована программа «Старт» (передача региональным велофедерациям велосипедов, автомобилей сопровождения и велоформы), лоббируется строительство велотреков, оказывается поддержка велогонкам, проходящим на территории России, продвигает интересы российского велоспорта в Международном Союзе Велосипедистов (UCI).
Один из создателей и основной спонсор профессиональной велокоманды Katusha–Alpecin, успешно выступающей и занимающей лидирующие позиции в высшем дивизионе профессионального велоспорта — Мировом Туре.
Макаров создал благотворительный Фонд Макарова для поддержки детского благополучия и людей с аутизмом и другими нарушениями развития. Через свой фонд Макаров выделил грант на строительство клиники для взрослых аутистов «Медицинский центр Маунт Синайi», поддержал ежегодный турнир Best Buddies International's Hublot Best Buddies Challenge: Miami и ежегодный Tour de Broward 2020, который собрал более 700 000 долларов для детской больницы имени Джо ДиМаджио.
Кроме того, Макаров также пожертвовал деньги на проект «Полет надежды», направленный на спасение популяции стерхов.

## Санкции
19 апреля 2022 года, на фоне вторжения России на Украину, Макаров внесён в санкционный список Канады «близких соратников режима» за «соучастие в неоправданном вторжении России в Украину». 26 сентября 2022 года попал в санкционный список Великобритании «за поддержку или получение выгоды от правительства России и деятельность в стратегически важных отраслях». По аналогичным основаниям находится в санкционных списках Украины и Новой Зеландии. В июне 2023 года Макаров отказался от российского гражданства. 5 марта 2024 года Великобритания сняла санкции с Игоря Макарова так как «компания Макарова "Арети" больше не работает в российском энергетическом секторе». 22 мая 2025 года Австралия также сняла санкции с Макарова.

## Семья
Женат, имеет двоих детей.
По поводу скандала Ибица-гейт Макаров заявил: «Я был единственным ребёнком в семье, и, соответственно, племянниц у меня нет». Расследование обстоятельств дела о крахе австрийского правительства показало, что его фигуранткой, выдававшей себя за  «племянницу олигарха», оказалась гражданка Латвии Уна Саукума. В 2023 году против неё на родине, в Латвии, было возбуждено уголовное дело о подделке документов и мошенничестве с целью вымогательства денег. Предположительно, аналогичная цель была и у спецоперации на Ибице.

## Награды
- Орден Александра Невского (?).
- Орден Дружбы народов (7 ноября 2002, Белоруссия) — за значительный вклад в развитие экономических связей, укрепление дружбы и сотрудничества между народами Беларуси и России[32].
- Медаль Франциска Скорины (12 января 2001, Белоруссия) — за значительный вклад в укрепление сотрудничества и белорусско-российских культурных связей[33].
- Орден «Трудовая слава» (15 октября 2002, Молдавия) — за значительный вклад в восстановление и техническое перевооружение важных промышленных объектов и заслуги в бесперебойном обеспечении Республики Молдова энергоресурсами[34].
- Юбилейная медаль «Независимый, Постоянно Нейтральный Туркменистан» (2 декабря 2015 , Туркменистан) — за заслуги в упрочении независимости, суверенитета и правового статуса постоянного нейтралитета Туркменистана, приумножении его международного авторитета, развитии национальной экономики, сфер науки, образования, культуры и искусства, учитывая большой личный вклад в дело укрепления дружественных, братских и добрососедских отношений, расширения взаимовыгодного сотрудничества, а также в ознаменование славного 20-летнего юбилея нейтралитета Туркменистана[35][36].
- Заслуженный работник физической культуры и спорта Республики Адыгея (14 октября 2014) — за вклад в развитие физической культуры и спорта Республики Адыгея
- Медаль Дружба (Монголия).
- Орден святого благоверного князя Даниила Московского (I и III степени).
- Орден святителя Иннокентия, митрополита Московского и Коломенского (III степени).
- Орден преподобного Сергия Радонежского (III степени).
- Почётный знак «Акинфий Никитич Демидов».
- Почетный знак «За развитие Олимпийского движения в России».
- Занимает 42 место в мировом рейтинге Forbes (2016)